# تقانة العصور الوسطى
تكنولوجيا القرون الوسطى هي التكنولوجيا المستخدمة في العصور الوسطى في أوروبا في ظل الحكم المسيحي. بعد النهضة في القرن الثاني عشر، شهدت أوروبا في القرون الوسطى تغيّرًا جذريًّا في معدل الاختراعات الجديدة والابتكارات في طرق إدارة وسائل الإنتاج التقليدية والنمو الاقتصادي. شهدت هذه الفترة تقدما تكنولوجيًّا كبيرًا بما في ذلك اكتشاف البارود واختراع طواحين الهواء الرأسية والنظارات والساعات الميكانيكية وطواحين المياه المحسنة بشكل كبير وتقنيات البناء (المعمار القوطي والقلاع في القرون الوسطى) والزراعة بشكل عام (تناوب المحاصيل لمدة ثلاث سنوات).
كان تطور المطاحن المائية من أصولها القديمة مثيرًا للإعجاب، فامتد من الزراعة إلى منشآت الخشب والحجارة. وبحلول وقت كتاب وينشستر، كانت معظم القرى الكبرى تحتوي على مطاحن قابلة للتحميل، حوالي 6500 في إنكلترا وحدها. كانت الطاقة المائية تستخدم على نطاق واسع أيضًا في التنقيب عن الخامات المعدنية، وسحق الخامات، بل وحتى في الطاقة الكهربية.
كانت التطورات التقنية الأوروبية من القرن الثاني عشر إلى القرن الرابع عشر إما مبنية على تقنيات راسخة في أوروبا الوسطى، مستمدة من الأسلاف الرومانيين والبيزنطيين، أو تم جلبها من التبادلات عبر الثقافات من خلال شبكات تجارية مع العالم الإسلامي والصين والهند. وفي كثير من الأحيان لا يكمن الجانب الثوري في عملية الاختراع ذاتها، بل في تنقيحها التكنولوجي وتطبيقها على القوة السياسية والاقتصادية. وعلى الرغم من أن البارود إلى جانب الأسلحة الأخرى كان قد بدأ بواسطة الصينيين، إلا أن الأوروبيين هم الذين طوروه واستخدموه لأغراض عسكرية، الأمر الذي أدى إلى التعجيل بالتوسع الأوروبي والإمبريالية في نهاية المطاف في العصر الحديث.
ومن الأمور الهامة في هذا الصدد التقدم في مجال التكنولوجيا البحرية. وشملت التطورات في بناء السفن: السفن ذات الأشرعة المتعددة، والدفة المثبتة على الآلة، وبناء الهيكل. إلى جانب التقنيات الملاحية الجديدة، مثل البوصلة، والأسطرلاب، سمحت هذه التقنيات بالسيطرة الاقتصادية والعسكرية على البحار المجاورة لأوروبا، ومكنت تحقيق الإنجازات الملاحية العالمية في عصر الاستكشاف القديم.
بعد الدخول إلى عصر النهضة، مكن اختراع غوتنبرغ في الطباعة الميكانيكية من نشر المعرفة على نطاق واسع من السكان، وهذا لن يؤدي فقط إلى مجتمع أكثر مساواة تدريجيًّا، بل إلى مجتمع أكثر قدرة على الهيمنة على الثقافات الأخرى، مستفيدًا من احتياطي واسع من المعرفة والخبرة. ويمكن النظر إلى الرسومات الفنية لفناني القرون الوسطى السابقين غيدو دا فيغيفانو وفيلارد دي هونيكورت على أنها مقدمة لفنانين ومهندسين من عصر النهضة في وقت لاحق مثل تاكولا أو دا فينشي.

## التقنيات المدنية
فيما يلي قائمة ببعض الأدوات والتقنيات التكنولوجية المهمة في القرون الوسطى. يتم إعطاء التاريخ التقريبي أو أول ذكر لتكنولوجيا في القرون الوسطى في أوروبا. كثيرًا ما كانت الأمور التكنولوجية مسألة تبادل ثقافي.

### الزراعة

#### كاروكا (من القرن السادس إلى التاسع)
نوع من المحاريث الثقيلة التي وجدت في شمال أوروبا. يتكون الجهاز من أربعة أجزاء رئيسية. الجزء الأول كان سكينًا في أسفل المحراث. استخدمت هذه السكين للتقطيع رأسيًا للسماح للمحاريث بالعمل.

#### طوق الحصان
بمجرد أن بدأ استبدال الثيران بالخيول في المزارع والحقول، أصبح النير عتيقًا بسبب شكله الذي لا يعمل بشكل جيد بوضع الخيل. أول تصميم كان الحلق والسرج. لم تكن هذه الأنواع جديرة بالثقة.

#### قناة (أنابيب مياه) (القرن الخامس)
احتاجت الحضارات القديمة والوسطى إلى المياه واستخدمتها في زيادة عدد السكان فضلًا عن المشاركة في الأنشطة اليومية. إحدى الطرق التي تمكنوا من خلالها من الوصول إلى المياه كانت عبر القنوات، وهي عبارة عن نظام من أنابيب المياه التي تجلب الماء من مصدر تحت الأرض أو مصدر النهر إلى القرى أو المدن.

### العمارة والبناء

#### العمارة المعلقة (القرن السادس)
عبارة عن شكل كروي محدد في الزوايا العليا لدعم القبة. على الرغم من أن التجربة الأولى لها قد أجريت في القرن الثالث، لكن لم تُنجز بالكامل حتى القرن السادس في الإمبراطورية البيزنطية.

#### البئر الارتوازية
يوضع قضيب رفيع ذو حافة حديدية صلبة في الحفرة ويصطدم مرارًا بمطرقة، يدفع ضغط المياه تحت الأرض الماء إلى أعلى الحفرة دون ضخ. يذكر أن الآبار الارتوازية سميت على اسم بلدة أرتوس في فرنسا حيث حُفر البئر الأول من قبل الرهبان الديكارتوزيين عام 1126.

#### تسخين مركزي عبر قنوات أسفل الأرض (القرن التاسع)
في مرتفعات جبال الألب في القرون الوسطى المبكرة، كان نظام التدفئة المركزي أبسط إذ كانت الحرارة تنتقل عبر القنوات الأرضية السفلى من غرفة الفرن التي حلّ مكانها النفق الروماني في بعض الأماكن.

#### مدخنة (القرن الثاني عشر)
ظهرت أول مدخنة في دير سويسري في عام 820. لم تظهر أول مدخنة حقيقية حتى القرن الثاني عشر، مع ظهور المدفأة في نفس الوقت.

### متنوعة

#### الشطرنج (1450)
كان أول من سبق إلى هذه اللعبة هم الهنديون في القرن السادس الميلادي وانتشرت عبر بلاد فارس والعالم الإسلامي إلى أوروبا. وهنا تطورت اللعبة إلى شكلها الحالي في القرن الخامس عشر.

#### المرايا (1180)
أول ذكر للمرآة «الزجاجية» كان في عام 1180 من الإسكندر نيكام الذي قال: «أتخلص من الرصاص الذي خلف الزجاج ولن تكون هناك صورة للذي ينظر إليه».

## التكنولوجيات العسكرية

### الدرع

#### الدرع المبطن (قبل القرن الخامس - الرابع عشر)
كانت هناك كمية هائلة من الدروع المطورة متاحة خلال القرون الخامس إلى السادس عشر. معظم الجنود خلال هذا الوقت كانوا يرتدون الدروع المبطنة. كان هذا أرخص وأوفر أنواع الدروع المتوفرة لغالبية الجنود. كان عادة عبارة عن سترة مصنوعة من الكتان والصوف السميك، وكان المقصود منها أن تزيل أو تخفف من تأثير الأسلحة الفظة والضربات الخفيفة. على الرغم من أن هذه التقنية تعود للقرن الخامس، إلا أنها كانت منتشرة بشكل كبير بسبب التكلفة المنخفضة وتكنولوجيا الأسلحة في ذلك الوقت جعلت الدرع البرونزي من اليونانيين والرومان قديما. وقد استُخدم هذا الدرع مع أنواع أخرى. عادة ما يتم ارتداؤه فوق أو تحت الجلد، ودروع الصفائح اللاحقة.

### أسلحة البارود

#### مدفع (1324)
سُجيل أول مدفع في أوروبا عند حصار متز في عام 1324. في عام 1350 كتب بيترارك: «هذه الآلات التي تطلق كرات معدنية بأشد الضوضاء… كانت منذ بضع سنوات نادرة جدًا وكان ينظر إليها باستغراب وإعجاب كبيرين، لكنها أصبحت الآن شائعة ومألوفة كأنواع الأسلحة».

## معرض صور

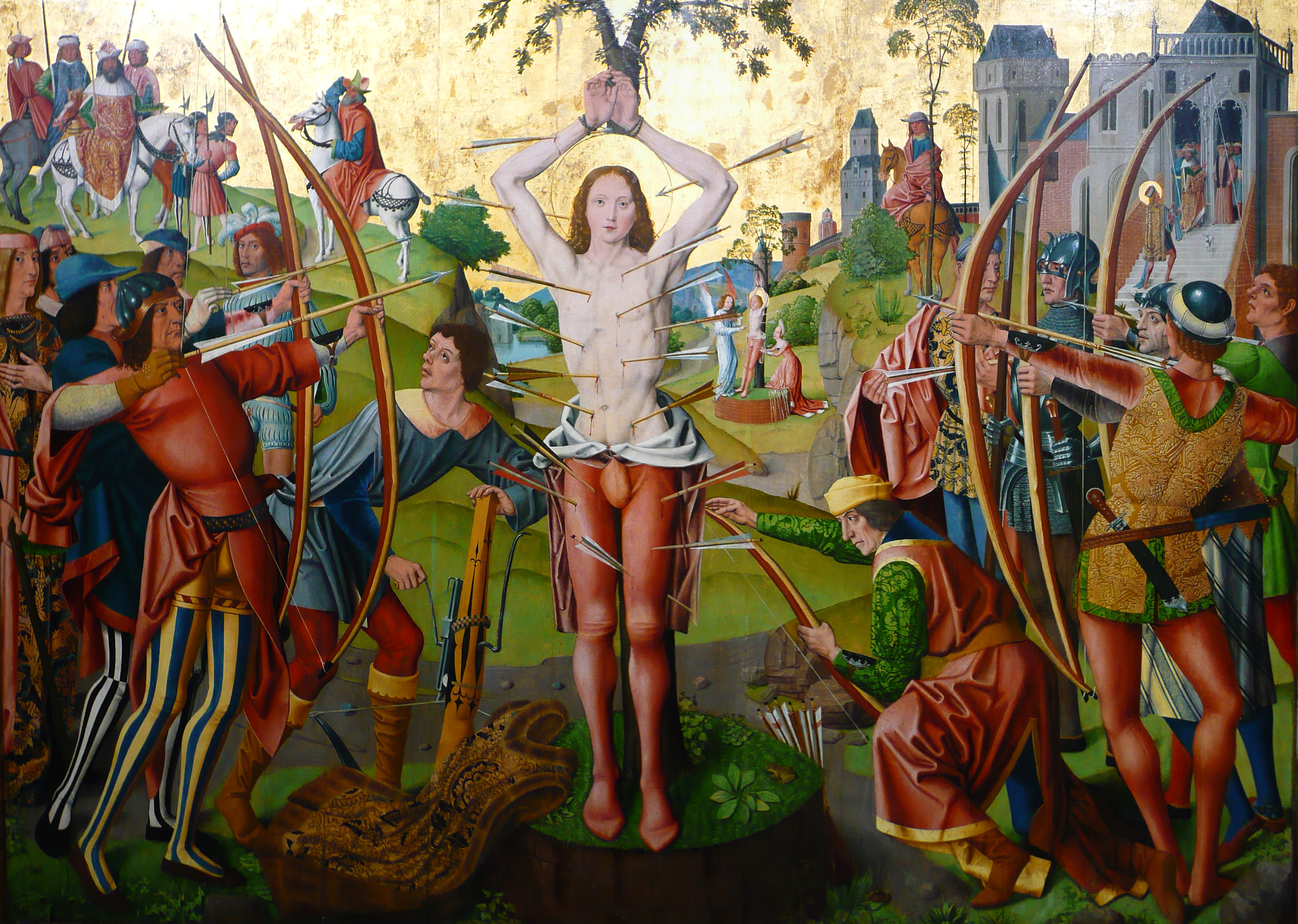
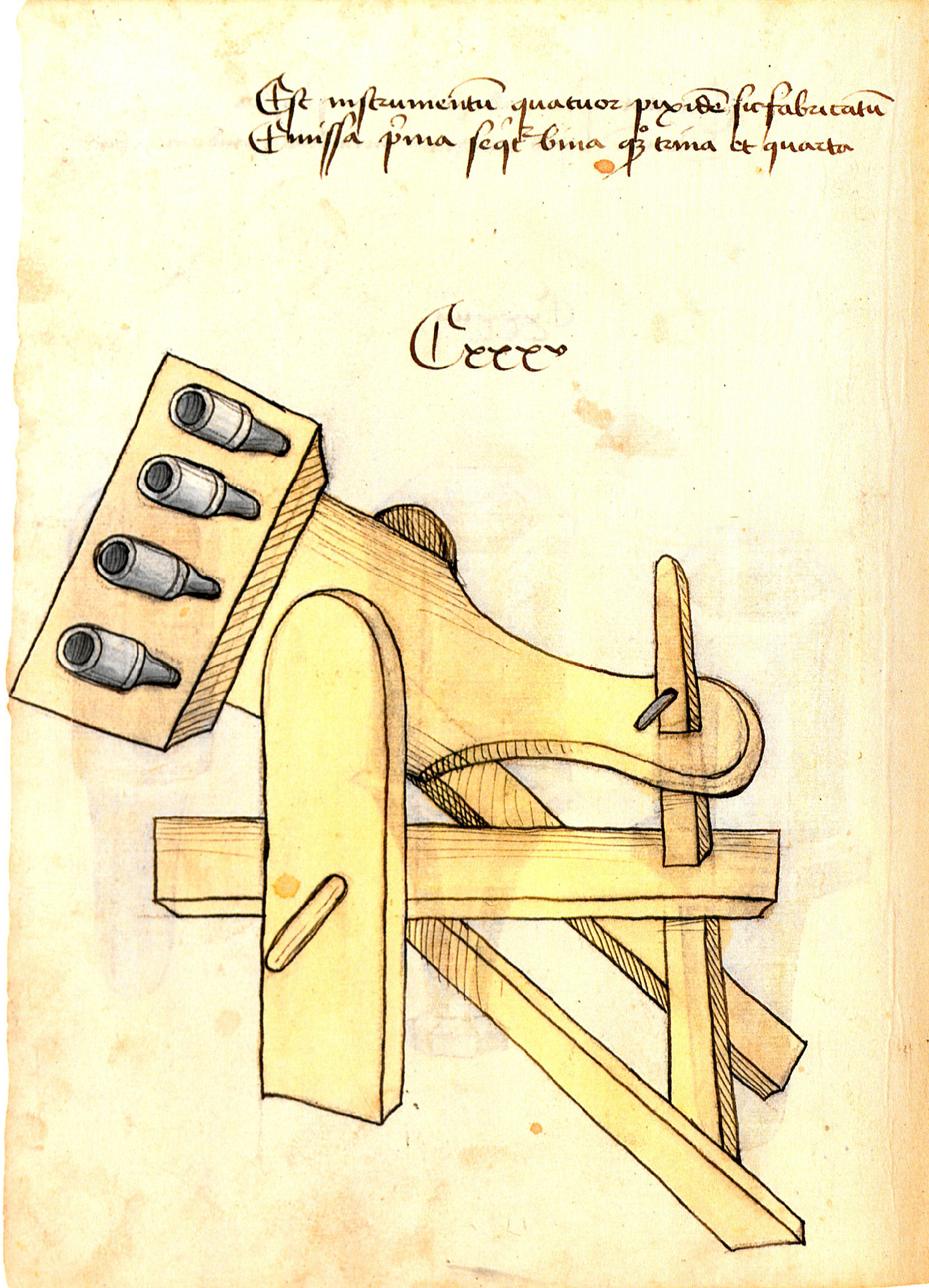
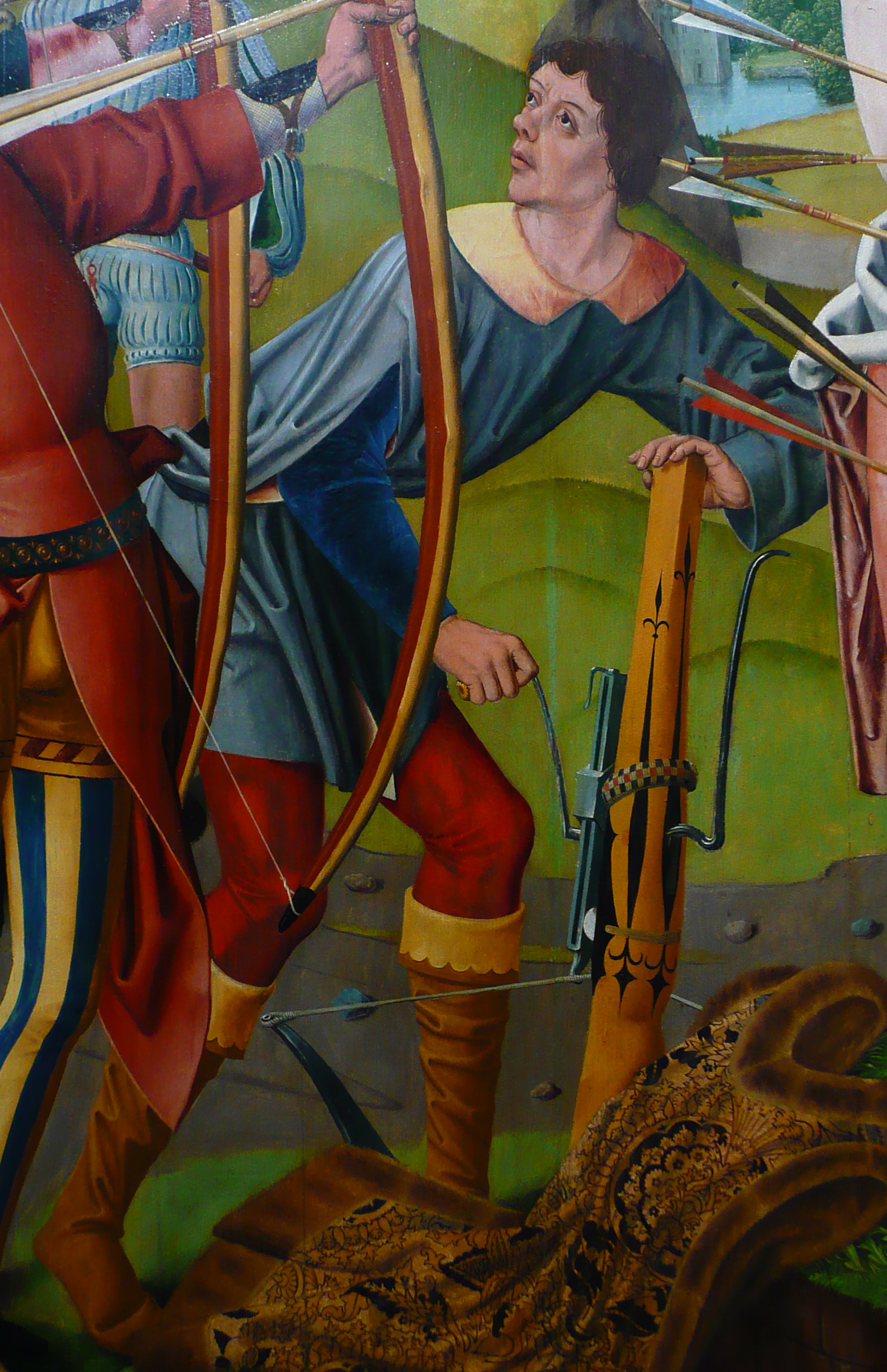